# Шефтель, Марк Юрьевич
Марк Юрьевич Ше́фтель (англ. Marc Moise Szeftel;  1902—1985) —  американский литературовед, специалист по древнерусской литературе, один из возможных прототипов главного героя в романе «Пнин» Владимира Набокова.

## Биография
Родился в Староконстантинове в светской еврейской семье. Его родители Урия Вульфович Шефтель и Анна (урождённая Ковнер) говорили дома по-русски и на идише. По профессии отец был фотографом, владельцем «студии У. В. Шефтель» в Староконстантинове. Дед, уроженец Вильны  Вульф Шоломович Шефтель, также владел фотоателье в Свенцянах. В 1911 или 1912 году семья Шефтелей переехала в Люблин, в 1914 году — сначала в Смоленск, потом в Витебск. Позже семья вновь перебралась в Люблин, где Марк проучился 3 года в Люблинской гимназии, а затем 6 лет в Варшавском университете. Марк хотел изучать историю или литературу, но под давлением отца вынужден был заняться правом. В 1925 году он окончил юридический факультет Варшавского университета.
В 1930 году Шефтель и его родители уже живут в Бельгии. Марк работает помощником в юридической фирме и бухгалтером в ювелирной фирме его дяди, Соломона Немеревера, в Антверпене. В это время Шефтель заинтересовался историей бельгийских евреев и опубликовал несколько статей на эту тему в местной газете, издававшейся на идише.
В 1932 году поступил в аспирантуру Université libre в Брюсселе для получения степени доктор права. Однако в 1934 году существенно изменились бельгийские правила натурализации (10 лет проживания вместо 5 ранее), что лишило Шефтеля возможности получить юридическую практику и дало ему основания переключиться с юриспруденции на историю. Марк стал учеником профессора Александра Экка. В 1938 году Шефтель получил бельгийское гражданство. В 1939 и начале 1940 годов он работал ассистентом у Экка, преподававшего русский язык и историю. По сообщению Флоры Шеффилд, жены брата Марка, 12 мая 1940 года, на третий день немецкого вторжения, Шефтель пересёк границу Бельгии и Франции на автобусе.
По словам второй жены Шефтеля, вскоре после поражения Франции в войне Марк пробрался на юг, где встретил группу поляков, собиравшихся перейти через Пиренеи в Испанию. Он присоединился к ним, назвавшись также поляком, но при переходе границы все они были задержаны и отправлены во французский лагерь Ste. Marthe недалеко от Марселя. Опасаясь участвовать в общих молитвах в лагерной католической церкви, Шефтель добился того, чтобы у него был собственный исповедник. В конце недели его отпускали на исповедь в Марсель. Там молодой, но уже слепнувший монах-доминиканец отец Перрин (Perrin) из монастыря у площади Place Saint Ferréol знал, что Шефтель еврей, и поддерживал его. Благодаря этим отлучкам в Марсель Марку удалось наладить связь с польскими и голландскими подпольщиками и, главное, узнать адрес брата, который уже добрался до Нью-Йорка. Когда документы на выезд были в порядке, Шефтель смог с помощью марсельских подпольщиков выехать через Испанию и Португалию в США.
В 1948 году, будучи профессором в Корнеллском университете, был хорошо знаком с Владимиром Набоковым, из-за чего биография Шефтеля и его дневники стала предметом ряда изысканий. Считается, что именно он послужил основным прообразом Тимофея Пнина, главного героя одноименного романа.

## Семья
- Брат — Артур, женат на Флоре (урожденной ?), в США поменял фамилию на Шеффилд (Sheffield). Сын Пол (Раul).
- Сестра — Татьяна (1911—1917)
- Первая жена — Рифка Царкес (Carkes или Carkies в польской транскрипции) с 1920 по 1925 год, когда она психически заболела.
- Вторая жена — Китти Кроус (Kitty Crouse) c 18 июня 1949
  - Пасынок — Даниэл Кроус (1937 г. р.)
  - Дочь — Софи Татьяна в замужестве Келлер (1951 г. р.) (Sophie Tatiana Keller)
  - Сын — Марк Уотсон Шефтель (1954 г. р.) (Marc Watson Szeftel)

### Рекомендованные источники
- Mirosław Filipowicz, Emigranci i Jankesi. O amerykańskich historykach Rosji, Lublin: Wydawnictwo KUL 2007, s. 137-138.
- Literatura polska na obczyźnie 1940-1960, t. 1, wyd. staraniem Związku Pisarzy Polskich na Obczyźnie pod red. Tymona Terleckiego, Londyn: B. Świderski 1964, s. 541, 556.
- Donald W. Treadgold, Marc Moise Szeftel 1902-1985, "Slavic Review" 44 (1985), z. 3, s. 612-614.